# スイート☆ミッション
『スイート☆ミッション』は藤井明美による少女漫画作品。

## 概要
「別冊マーガレットスペシャル」（集英社）2003年冬夢増刊に『おまえがキライだ！』が掲載。以降掲載誌を「別冊マーガレット」、「デラックスマーガレット」に移して隔月連載された。
当初はシリーズ化の予定ではなかったため、コミックスに収録するにあたり『スイート☆ミッション』というシリーズ名が付けられた。また初期は雑誌掲載順とコミックス収録順が時系列ではない。
「P.マーガレット」に掲載された『Lady M.を探せ！』（同名コミックスに収録）が実質上の第一話に当たる。また『小野原変身堂』はスピンオフ作品でもある。
VOMICにて第一話がラジオドラマ化されている。

## あらすじ
高校一年の夏に起きた親友・麻衣子の失踪事件をきっかけに、吉田灯里は生徒会執行部と関わっていくことに。そこは美男美女だらけだが一癖も二癖もある人々が集まるところだった。その中でも眉目秀麗、頭脳明晰で校内の人気者である生徒会長森下夏に灯里は何故か気に入られてしまう。
私立秋水学園大学附属秋水高等学校を舞台に、ドSで俺様な夏と単純だが純粋な灯里の恋愛模様と、校内で起きる様々な事件を解決する生徒会の面々の日常を描く。

## 登場人物
担当声優はVOMIC版のもの。

### 主要人物
吉田 灯里（よしだ あかり）
声 - 宮村優子
本作の主人公。高校一年→高校二年。連載三話目で生徒会庶務に就任。10月生まれ。身長160cm前後。
行動派、無鉄砲で成績も良くないが非常に純粋。ほぼ強制的に生徒会のメンバーにさせられてしまい、仕事という名の雑務をさせられている。
生徒会で起きる事件では人質にされたり誘拐されかかったりと災難が続く。
当初から夏にキスされたり守られたりしているが、本人はそれがからかわれているだけか本心なのかを判断しかねて二人の間柄をうやむやのまま過ごしていく。
自らに向けられた好意にはさっぱり気付かないが、他者の恋愛感情には気付く。
中学から一貫の秋水学園に麻衣子と一緒に高校受験で編入。
森下 夏（もりした なつ）
声 - 森川智之
高校二年→高校三年。生徒会長。7月生まれ。身長181cm。
美形、成績優秀、スポーツ万能と何もかもを揃えた男。だが本性はドSでキザ。
校内で起きる事件を様々な手段と技術を使い、時には相手の弱みを握ったりして解決していく。
その外見から女子生徒からの人気は高く、幾度と無く告白をされているが全て断っている。
灯里に対する感情は独占欲が強く、周囲からも呆れられるほどだが当の灯里には気付いてもらえずにいる。
父親は何らかの会社を経営している。

### 生徒会執行部
望月 浩介（もちづき こうすけ）
声 - 前野智昭
高校二年→高校三年。生徒会会計。夏とは中等部時代からの付き合い。
いつも笑顔で生徒会をサポートする。他校の生徒についてをすぐに調べられるほど顔が広いデータ収集家。
稲子が好きだが、本人が嫌がる「稲子」という名前でいつも呼んでしまうため殴られてしまう。が、それすらも喜ぶマゾ。
究極の面食いで、自分の好みの顔である稲子・夏・高良以外への興味を自分から持たないため、誰にでも優しく接することが出来る。
米田 稲子（よねだ いねこ）
声 - 小林ゆう
高校二年→高校三年。生徒会副会長。
グラマラスな美人。自分の名前にコンプレックスを持ち、名前フェチ（特に灯里がお気に入り）。
従兄弟の雅と二人で漫画家をやっており、原作を担当している。取材で夏に協力してもらったことがきっかけである事件が起きている。
創立祭のミスコンでグランプリに選ばれている。
小鳥遊 雅（たかなし みやび）
高校二年→高校三年。生徒会会計。
主要人物の中で唯一一切姿を描かれておらず、灯里もその姿を知らない。麻衣子曰く「知らない方が不思議だよ、あんな目立つ人」。
従姉妹の稲子と二人で漫画家をやっており、絵を担当している。仕事は嫌いなようで、編集との打ち合わせがあることを知るとすぐに逃走するほど。
手先が器用で、夏の命令を受け盗聴器やGPS発信器を制作している。
森下 高良（もりした たから）
声 - 代永翼
高校一年→高校二年。生徒会書記。
夏の弟。いつも夏にべたべたとくっついているブラコンで、灯里を敵視している。夏を「なっちゃん」と呼ぶ。
食欲旺盛で特に甘い物が大好き。道端に落ちているお菓子でも関係なしに食べてしまい、幾度かそれで事件に巻き込まれている。
灯里同様、自身に向けられる好意には全く気付かない。
大窪（おおくぼ）
声 - 坂巻学
高校三年→大学一年。生徒会書記。
穏やかな最上級生。爆弾魔騒ぎの時に灯里を疑うが…。

### その他の主要人物
早川 麻衣子（はやかわ まいこ）
声 - 藤田咲
高校一年→高校二年。灯里の親友で、灯里が生徒会に関わるきっかけとなった人物。作中では「麻衣」と呼ばれることが多い。
恋愛体質で、いつの間にか彼氏が変わっていたり別れていたりと灯里を呆れさせている。
決心がつかない灯里に決断させる勇気を持たせたりと、いざという時に頼りになると夏に信頼されている。
作中で最も髪型がよく変わる人物でもある。
黒澤 恵（くろさわ めぐむ）
高校二年→高校三年。通称メグ。灯里が困った時に助けを出してくれたりアドバイスをくれる人物。幼稚園時代からの夏のライバル。
お菓子作りが趣味で常に何らかの手作り菓子を持ち、特に高良が愛好している。
校内で暗躍する、依頼すれば何でもする「便利屋」の正体。こなしてきた依頼の中には灯里と夏の関係を拗れさせる原因となるものも沢山含まれている。
華やかな外見で、夏と並び人気が高い。家業は製菓学校。
赤根 光彦（あかね みつひこ）
高校一年。報道同好会。
生徒会長の密着取材を申し込んできた「アカネ」という女子生徒という名目で、生徒会の裏金問題を暴こうとした。
事実裏金問題はあったのだが、夏の口車に乗せられる形で記事を無かった事にし現在では夏の命令に従って動いている。
似合うから、という理由で女子生徒の制服で過ごしているが周囲からは特に問題視されていない。
松本（まつもと）
生徒会顧問で灯里のクラス担任。食べ物のワイロを携えて生徒会に事件の解決を依頼する。
赤点の多い灯里を助けるために夏から頭を下げられて内密に協力することもある。
木村 健司（きむら けんじ）
渋柿工業高校二年。野球部所属。
近所のコンビニで灯里と出会い、告白するが夏との関係に悩む灯里に一旦は断られてしまう。
その後修学旅行先の京都で再会。だが目の前で夏の口から「今は俺とつきあっている」と言われてしまい…。
白田 エナ（しろた エナ）
灯里と麻衣子のクラスメイト。帰宅部。一人称はエナ。
やる気のない口調でいつも不機嫌な顔をしている。事あるごとに灯里に嫌味を言う。健司は幼なじみで、好意を持っているが気付かれておらず健司にも素っ気無く接する。
後に灯里・麻衣子と一緒に行動することが増え、生徒会メンバーにも任命される。
吉田 一歩（よしだ かずほ）
灯里の兄。食品関係企業の営業職。25歳。
妹同様に行動派で無鉄砲、そして単純。灯里が夏に誑かされたと勘違いして生徒会室に現れるが、弾みで夏に怪我をさせてしまう。
普段は一人暮らし。作中ではベタ髪ではなくトーン髪だが、表紙からすると黒髪である。

## 書誌情報
- 藤井明美 『スイート☆ミッション』 集英社 〈マーガレットコミックス〉、全11巻
  1. 2004年2月25日発売、ISBN 978-4-08-847717-6
  2. 2004年5月25日発売、ISBN 978-4-08-847745-9
  3. 2005年7月25日発売、ISBN 978-4-08-847878-4
  4. 2006年2月24日発売、ISBN 978-4-08-846035-2
  5. 2007年1月25日発売、ISBN 978-4-08-846133-5
  6. 2007年10月25日発売、ISBN 978-4-08-846228-8
  7. 2008年5月23日発売、ISBN 978-4-08-846297-4
  8. 2009年1月23日発売、ISBN 978-4-08-846380-3
  9. 2009年7月24日発売、ISBN 978-4-08-846427-5
  10. 2010年1月25日発売、ISBN 978-4-08-846487-9
  11. 2010年6月25日発売、ISBN 978-4-08-846543-2

### アンソロジー
- 東日本大震災チャリティー漫画本 PARTY! SORA[注 1][1]（2011年8月5日発売[2]、メディアパル、ISBN 978-4-89610-202-4）
  - スイート☆ミッション Ex.あれから[3]

## モーションコミック
集英社ヴォイスコミックステーションサイト「VOMIC」にて配信。 全4話。